# Milan Grol
Milan Grol, (Beograd, 31. kolovoza 1876. – Beograd, 3. prosinca 1952.), srpski književni kritičar, dramaturg i političar. 

## Kazalište i književni rad
Studira u Beogradu i Parizu. Bio je dramaturg, pa zatim od 1909. – 1914. i 1918. – 1924. upravnik Narodnog pozorišta u Beogradu. Osniva Kolarčev narodni univerzitet u Beogradu i njegov je prvi upravnik 1929. – 1941. Objavljuje članke o povijesti kazališta u Srbiji, eseje i kritike. Urednik nekoliko listova.

## Politička djelatnost
U politiku ulazi 1901. kao član grupe građanske demokratske ljevice, koja uskoro osniva Samostalnu radikalnu stranku. Djeluju protiv autokratskog režima kralja Aleksandra Obrenovića, koji je srušen u državnom udaru 1903.
Tijekom Prvog svjetskog rata vodi Srpski presbiro (ured za tisak) u Ženevi. Boraveći u Ženevi, a zatim kao jedan od osnivača Jugoslovenske demokratske lige, Milan Grol je bio među prvim srbijanskim intelektualcima i političarima koji su razmišljali o federalnom (pre)uređenju države. 
Nakon osnivanja Kraljevine Srba, Hrvata i Slovenaca,  godine 1919. prilazi Ljubomiru Davidoviću i sudjeluje u osnivanju Demokratske stranke. Od 1922. zalaže se za reviziju Vidovdanskog ustava, ublažavanje grubog centralizma i sporazum s Hrvatima. 
Godine 1925. i 1927. biran za zastupnika Demokratske stranke u Narodnoj skupštini Kraljevine SHS. Ministar prosvjete 1928. – 1929. (do uvođenja Šestosiječanjske diktature. Godine 1940., nakon smrti Ljubomira Davidovića, izabran za predsjednika Demokratske stranke.
Nakon Državnog udara 27. ožujka 1941. ulazi, kao i predstavnici skoro svih drugih parlamentarnih stranaka, u vladu generala Dušana Simovića. Do rujna 1943. član emigrantskih vlada u Londonu. 
Nakon Sporazuma Tito-Šubašić postaje, 7. ožujka 1945., potpredsjednik vlade Demokratske federativne Jugoslavije. Zbog potpune kontrole i terora koju provodi KPJ, podnosi ostavku 19. kolovoza 1945. Demokratska stranka odbija sudjelovanje u Narodnom frontu pod komunističkom dominacijom. Zbog terora, odlučuje bojkotirati izbore za Ustavotvornu skupštinu.
Grol je izvrgnut žestokim napadima i osudama, kao "izdajnik", "fašist" isl. U tisku ga je žestoko napadao Milovan Đilas, pišući da »iza intelektualne glava Milana Grola viri Draža Mihailović«, pa čak i »Pavelićeve ustaše«. Nešto nakon izbora Grol i drugi stranački vođe bili su pohapšeni, imovina stranke zaplijenjena i njen rad konačno zabranjen. Nakon toga Grol odustaje od daljih pokušaja političkog djelovanja i povlači se iz javnog života.
U londonskim vladama, bio je projugoslovenski orijentiran. Bio je vrstan intelektualac. Najbolji kazališni kritičar, koga je Srbija ikada imala.

## Djela
- Pozorišne kritike, Beograd, 1931.
- Iz predratne Srbije, Beograd, 1939.
- Iz pozorišta predratne Srbije, Beograd, 1952.